# 쿄헤이 (배우)
쿄헤이(일본어:  恭平, 1987년 7월 16일 ~ )는 일본의 배우로, 도쿄도 출신이며, 전 C&D 소속다.
한때는 오야마 쿄헤이(大山 恭平)라는 명의로 활동하고 있었다.